# Phineas e Ferb, o Filme: Candace Contra o Universo
Phineas and Ferb the Movie: Candace Against the Universe (bra/prt: Phineas e Ferb, o Filme: Candace Contra o Universo) é um filme de animação original da Disney+ de 2020 baseado na série de televisão Phineas e Ferb do canal Disney Channel. É o segundo filme baseado na série Phineas and Ferb, uma  do filme Phineas and Ferb: Across the Second Dimension. Os eventos do filme acontecem antes do episódio final da série e os eventos da sequência spin-off da série A Lei de Milo Murphy.
Phineas and Ferb the Movie: Candace Against the Universe foi lançado em 28 de agosto de 2020 no serviço de streaming Disney+ nos Estados Unidos, e vai ser lançado no Brasil após o lançamento da plataforma no dia 17 de novembro de 2020.

## Enredo
Phineas e Ferb viajam pelo espaço para salvar sua irmã Candace, que foi sequestrada por alienígenas e que encontrou uma utopia em um planeta distante, livre de seus irmãos insuportáveis.